# به‌سوی جنیفر
به‌سوی جنیفر (انگلیسی: To Jennifer) یک فیلم ترسناک و دلهره‌آور آمریکایی محصول ۲۰۱۳ به کارگردانی و تدوین جیمز کالن برساک است، این فیلم با بازی چاک پاپاس، برساک و جسیکا کامرون، مرد جوانی را دنبال می‌کند که قصد دارد با دوست دختر خیانتکار خود مقابله کند. این فیلم به‌طور مستقیم در ۱۵ اکتبر ۲۰۱۳ به صورت دی‌وی‌دی منتشر شد. فیلم به‌طور کامل با آیفون ۵ فیلمبرداری شد.
برای این فیلم سه دنباله دنبال ایجاد شد:  ۲ جنیفر (۲۰۱۶)، از جنیفر (۲۰۱۷) و برای جنیفر (۲۰۱۸).

## داستان
این فیلم جوی را در حالی دنبال می‌کند که او برای ملاقات با جنیفر، دوست دختر دو ساله‌اش از راه دور، سفر می‌کند. او معتقد است که او به او خیانت می‌کند و تصمیم می‌گیرد از سفر او به خانه اش فیلم بگیرد تا جنیفر را به خاطر خیانت احتمالی اش گناه کند. جوی پسر عمویش استیون و دوستشان مارتین را متقاعد می‌کند تا در این سفر به او بپیوندند و ....

## بازخوردها
دریافت انتقادی برای این فیلم متفاوت بوده است. بسیاری از انتقادات به دلیل طولانی بودن فیلم به‌سوی جنیفر بود، زیرا بسیاری از منتقدان احساس کردند که این فیلم به عنوان یک فیلم کوتاه‌تر تأثیر بیشتری خواهد داشت. تمجید از این فیلم که معمولاً بر محور فیلمبرداری برساک برای فیلم به خاطر فیلمبرداری کاملاً با گوشی آیفون بود.